# Per Larsen (politiker)
 Der er flere personer med dette navn, se Per Larsen.
Per Larsen (født 27. juni 1965) er en dansk politiker, som er folketingsmedlem for Nordjyllands Storkreds og regionsrådsmedlem i Region Nordjylland, valgt for Det Konservative Folkeparti. Larsen er uddannet agrarøkonom og arbejder i dag som produktchef.
Larsen var spidskandidat og regionsrådsformandskandidat ved kommunal- og regionsrådsvalget i 2017.
Per Larsen er desuden far til regionsrådsmedlem Martin Bech, der også sidder i Nordjyllands regionsråd.

## Civil karriere
Per Larsen er uddannet ved Næsgaard Agerbrugsskole i 1989 som agrarøkonom. Han er i dag ansat som produktchef ved Hedegaard Agro A/S.

## Politisk karriere

### Tidlige karriere
Per Larsen begyndte som aktiv i Fremskridtpartiet i begyndelsen af 1980'erne. Han har haft en del tillidsposter lokalt og i Fremskridtspartiets Ungdom (FpU), hvor han var en del af hovedbestyrelsen. Larsen blev ved valget i 1997 valgt til amtsrådet i Nordjyllands Amt, hvor han var medlem frem til 2001. I 1998 stillede Larsen op til Folketinget for Fremskridtspartiet i Nordjyllands Amtskreds.

### Landsformand for Fremskridtspartiet
På landsmødet i september 1999 blev den dengang 35-årige Per Larsen valgt som ny landsformand for Fremskridtspartiet. Larsens mål var at samle partiet frem mod valget i 2001. Sammen med folketingsmedlem Kirsten Jacobsen repræsenterede Larsen fløjen i partiet, der ikke ønskede at ophæve partistifter Mogens Glistrups eksklusion fra 1990. Et flertal på landsmødet ophævede eksklusionen, hvilket førte til intern uro i partiet. Allerede i dagene efter landsmødet blev der i folketingsgruppen og partiledelsen med Per Larsen i spisen arbejdet på et en ny eksklusion af Mogens Glistrup. På et møde i hovedbestyrelsen blev forslaget om et ekstraordinært landsmøde nedstemt, hvilket førte til, at flere amts- og byrådsmedlemmer meldte sig ud af partiet. Efter blot to uger som landsformand valgte Per Larsen at trække sig, samtidig med, at folketingsmedlemmer brød med partiet. Per Larsen meldte sig i januar 2000 ud af partiet, men fortsatte i amtsrådet, senere hen som medlem af Det Konservative Folkeparti.

### Byrådsmedlem og folketingskandidat
Per Larsen blev i 2001 valgt til byrådet i Hjørring Kommune for Det Konservative Folkeparti.
Ved Folketingsvalget i 2005 var Per Larsen opstillet for Det Konservative Folkeparti i Aarskredsen. Det blev ved valget to konservative mandater i Nordjyllands Amtskreds, hvor Lene Espersen med 25.762 personlige stemmer tog det første mandat. Larsen fik næstflest personlige stemmer med i alt 705, men måtte se sig slået af partifællen Jacob Axel-Nielsen med 28 stemmer, da listestemmerne blev fordelt. Larsens kreds var stærkt utilfreds med dette, hvorfor der blev krævet omtælling. Dette blev afvist af det særlige udvalg til valgs prøvelse, hvorfor valget stod ved magt. Per Larsen valgte i 2007 at trække sig som kandidat for at fokusere på lokalpolitik.

### Spidskandidat til regionsrådet
Forud for det første valg til det nye regionsråd i Region Nordjylland i 2005 blev Per Larsen valgt som spidskandidat for Det Konservative Folkeparti. Med 2.997 personlige stemmer fik Larsen femteflest ved valget og blev gruppeformand for partiet. Ved valget i 2009 blev gruppen fordoblet til fire mandater, og Larsen personlige stemmeantal voksede til 4.031. I 2013 fik Larsen fjerdeflest personlige stemmer med 5.612. I marts 2016 blev han genvalgt som spidskandidat forud for valget i november 2017, hvor han samtidig blev præsenteret som hans partis bud på en borgerlig regionsrådsformand. Ved valget fik Larsen næstflest personlige stemmer med 10.925.

### Folketingsmedlem
I maj 2018 bekendtgjorde Per Larsen, at han ville stille op ved det næste folketingsvalg for Det Konservative Folkeparti. Den 5. Juni 2019 blev Larsen som spidskandidat i Nordjyllands Storkreds valgt til Folketinget for Det Konservative Folkeparti. Ved Folketingsvalget 2022 opnåede Larsen genvalg.